# Piz Tasna
Piz Tasna är en bergstopp i Schweiz.   Den ligger i regionen Engiadina Bassa/Val Müstair och kantonen Graubünden, i den östra delen av landet, 210 km öster om huvudstaden Bern. Toppen på Piz Tasna är 3 179 meter över havet, eller 341 meter över den omgivande terrängen. Bredden vid basen är 3,0 km.
Terrängen runt Piz Tasna är bergig åt sydost, men åt nordväst är den kuperad. Runt Piz Tasna är det mycket glesbefolkat, med 5 invånare per kvadratkilometer.. Närmaste större samhälle är Scuol, 8,0 km sydost om Piz Tasna. 
Trakten runt Piz Tasna består i huvudsak av gräsmarker.